# Панаскерти
Панаскерти (также Панаскети, груз. ფანასკერტი, ფანასკეთი) — средневековая крепость, расположенная в историческом Тао (ныне территория Турции). 

## История
Сначала Панаскерти была царской крепостью. Приблизительно в 1010 году Баграт III пригласил Сумбата III и Гургена, князей Кларджети в Панаскерти, где он арестовал и упразднил их княжество. Первым владельцем Панаскерти был азнаури Закария Аспанисдзе, основатель феодального дома Панаскертели. Последний в 1191 году поддержал царицу Тамару против Гузана, эристави Шавшети и Кларджети. Из за чего Тамара назначила его новым эристави, резиденцией которого стала крепость Панаскерти. Таким образом, крепость становится новым центром Панаскертельского эристави.
В 1400 году армии Тамерлана удалось с большим трудом захватить Панаскертскую крепость. Така Панаскертели, эристави Тао, победил туркмен, вторгшихся в Грузию около 1302 года. Под давлением князя грузинского государственного образования Самцхе из династии Джакели — Заза Панаскертели в 1467 году оставил крепость и переселился в Картли, где их потомки будут называться Цицишвили.
В XVI веке Панаскерти была завоёвана османами; после чего она стала центром Ливи (административно-территориальная единица) Фанаки.